# Сендзиці (Лодзинське воєводство)
Сендзиці (пол. Sędzice) — село в Польщі, у гміні Врублев Серадзького повіту Лодзинського воєводства.
Населення — 189 осіб (2011).
У 1975-1998 роках село належало до Серадзького воєводства.

## Демографія
Демографічна структура станом на 31 березня 2011 року:
|          | Загалом | Допрацездатний вік | Працездатний вік | Постпрацездатний вік |
| -------- | ------- | ------------------ | ---------------- | -------------------- |
| Чоловіки | 95      | 21                 | 59               | 15                   |
| Жінки    | 94      | 22                 | 48               | 24                   |
| Разом    | 189     | 43                 | 107              | 39                   |